# 亚历山大·佩蒂翁

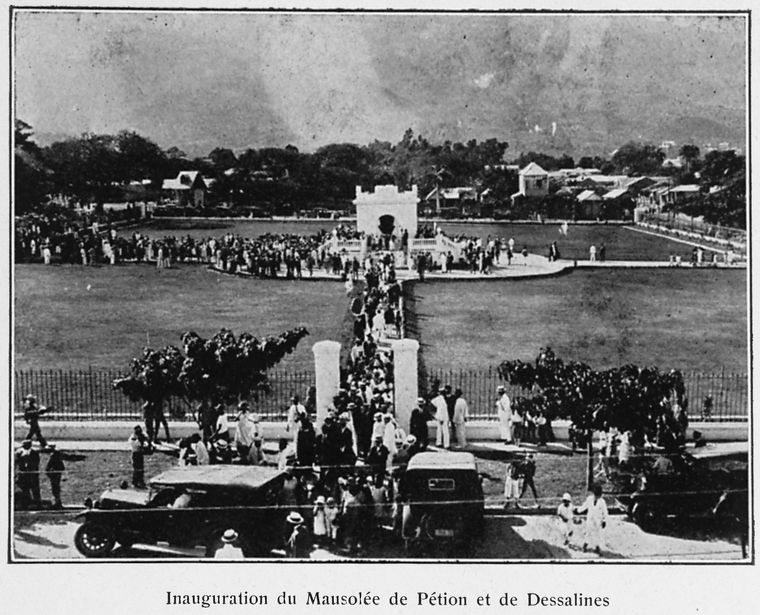
佩蒂翁與德薩林的陵墓

亚历山大·萨贝·佩蒂翁（法語：Alexandre Sabès Pétion；1770年4月2日—1818年3月29日），海地革命領導人，海地開國元勳之一，海地南部共和國的總統（1807～1818）。
佩蒂翁出生於海地西部太子港的一個混血種人家庭，父亲是法国人，母亲是穆拉托人。1788年他被派往法国巴黎军事学院就读，法國大革命前在法國殖民軍中服役。1791年在海地南部參加混血種人起義軍，反對法國殖民統治，後來先後參加杜桑-卢维图尔和安德烈·里戈將軍領導的革命軍，1801年與北部黑人領袖杜桑-卢维图尔領導的黑人起義軍發生衝突（利刀之戰），在杜桑擊敗里戈後，逃往法國。1802年跟隨重占殖民地的法軍回到海地，但後來成為最早反叛法國的海地軍官之一(因法軍不分黑人混血人一同殺戮)。同年10月和黑人領袖让-雅克·德萨林一起，領導穆拉托人和黑人起義軍反對法國遠征軍，贏得海地獨立。
1807年海地南、北分裂。3月11日，佩蒂翁擔任海地南部共和國總統。1811年再度當選，1816年被宣布為終身總統。1816年佩蒂翁身患重病，遂提名让-皮埃尔·布瓦耶為自己的繼承人。1818年3月29日因黄熱病在太子港病故。

## 革命後
因他將法国人甘蔗種植園土地重新分配給他的支持者和農民，為他赢得善良的父親的稱號，但也使大多數的人口成為自給農民，出口和國家收入急劇下降，國家生存艱難。
| 前任： 雅克一世 | 海地南部共和國總統 1807年—1818年 | 繼任： 让-皮埃尔·布瓦耶 |